# North Ford

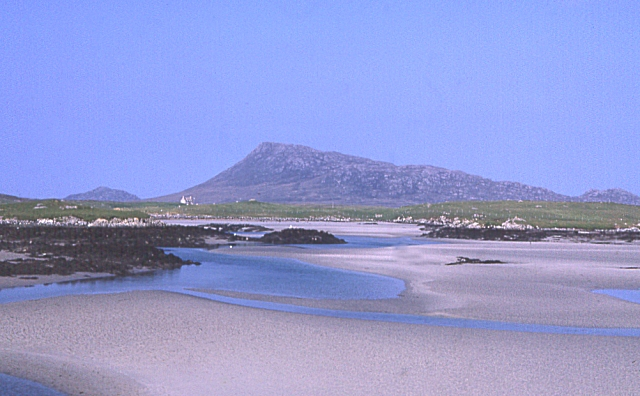
Blick über den North Ford vom North Ford Causeway aus; im Hintergrund ist der Eaval auf North Uist zu sehen.

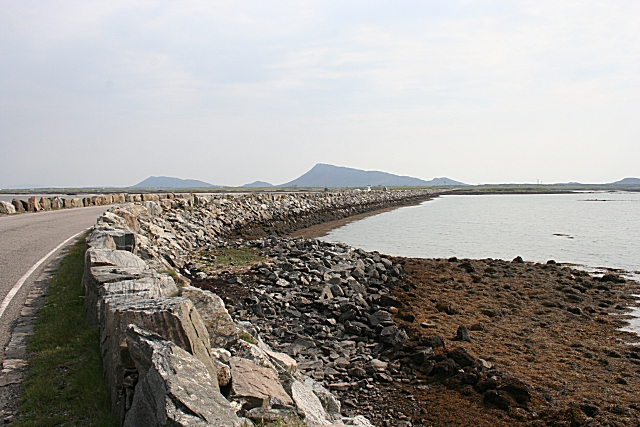
Der North Forth Causeway von Benbecula aus gesehen

Der North Ford ist eine Meerenge, welche die schottischen Hebrideninseln Benbecula im Süden von der nördlichen Nachbarinsel North Uist trennt. Die Wasserstraße verläuft in Ost-West-Richtung und ist an ihrer weitesten Stelle am westlichen Ende etwa vier Kilometer breit. An der schmalsten Stelle misst sie etwa 2,5 km. Sie erstreckt sich auf zwölf Kilometern Länge zwischen den Inseln Grimsay im Osten und Baleshare im Westen.
Es handelt sich bei dem North Ford um eine flache Wasserstraße mit zahlreichen kleinen Inseln und Felsen. Sie unterliegt den Gezeiten und kann bei Ebbe für wenige Stunden zu Fuß überquert werden. Um eine Verkehrsverbindung zwischen Benbecula und North Uist zu schaffen, wurde ein Verkehrsdamm über den North Ford geplant. Auf Grund der geringen Wassertiefe kam die Einrichtung einer Fährverbindung nicht in Frage. Nach dreijähriger Bauzeit wurde schließlich am 17. September 1960 in Gegenwart der britischen Königinmutter der North Ford Causeway eröffnet. Zu seiner Errichtung wurden 350.000 t Gesteinsmaterial benötigt. Zeitweise waren bis zu 90 Arbeiter beschäftigt. Der North Ford Causeway führt die A865 von Benbecula über Grimsay nach North Uist. Er ist der längste der Dämme, der die Inseln der Gruppe Uist miteinander verbindet.